# (349785) Hsiaotejen
(349785) Hsiaotejen est un astéroïde de la ceinture principale.

## Description
(349785) Hsiaotejen est un astéroïde de la ceinture principale. Il fut découvert le 16 janvier 2009 à l'observatoire de Lulin (Taïwan) par Hsiao Xiang-Yao et Ye Quan-Zhi. Il présente une orbite caractérisée par un demi-grand axe de 2,61 UA, une excentricité de 0,01 et une inclinaison de 14,5° par rapport à l'écliptique.